# خواطر 1
خواطر 1 برنامج ديني اجتماعي من إعداد وتقديم الإعلامي السعودي أحمد الشقيري.

## قائمة الحلقات
| رقم الحلقة في البرنامج | رقم الحلقة في الموسم | عنوان الحلقة                     | تاريخ البث لأوّل مرة            |
| ---------------------- | -------------------- | -------------------------------- | ------------------------------ |
| 1                      | 1                    | «أين تجد السعادة ؟»              | 1 رمضان 1426 - 4 أكتوبر 2005   |
| 2                      | 2                    | «حقوق غير المُدخّنين»              | 2 رمضان 1426 - 5 أكتوبر 2005   |
| 3                      | 3                    | «عظماء كيف بدأوا»                | 3 رمضان 1426 - 6 أكتوبر 2005   |
| 4                      | 4                    | «جيل الخدم»                      | 4 رمضان 1426 - 7 أكتوبر 2005   |
| 5                      | 5                    | «الأهم قبل المهم»                | 5 رمضان 1426 - 8 أكتوبر 2005   |
| 6                      | 6                    | «هل المرأة إنسان ؟»              | 6 رمضان 1426 - 9 أكتوبر 2005   |
| 7                      | 7                    | «اعفُ عن الناس يغفر الله لك»      | 7 رمضان 1426 - 10 أكتوبر 2005  |
| 8                      | 8                    | «حمامات بيوت الله»               | 8 رمضان 1426 - 11 أكتوبر 2005  |
| 9                      | 9                    | «الاستهتار بالله ونعمه»          | 9 رمضان 1426 - 12 أكتوبر 2005  |
| 10                     | 10                   | «الثقافة الجنسية عند الرسول»     | 10 رمضان 1426 - 13 أكتوبر 2005 |
| 11                     | 11                   | «خدم أم عبيد ؟»                  | 11 رمضان 1426 - 14 أكتوبر 2005 |
| 12                     | 12                   | «نحو صلاة جمعة مؤثرة»            | 12 رمضان 1426 - 15 أكتوبر 2005 |
| 13                     | 13                   | «أدب وأتيكيت الحرب»              | 13 رمضان 1426 - 16 أكتوبر 2005 |
| 14                     | 14                   | «الدين المعاملة»                 | 14 رمضان 1426 - 17 أكتوبر 2005 |
| 15                     | 15                   | «رفقاً بالمخطئين»                 | 15 رمضان 1426 - 18 أكتوبر 2005 |
| 16                     | 16                   | «الحبيبة»                        | 16 رمضان 1426 - 19 أكتوبر 2005 |
| 17                     | 17                   | «فتاوى غريبة وعجيبة»             | 17 رمضان 1426 - 20 أكتوبر 2005 |
| 18                     | 18                   | «كيف تزيد من محبة الرسول»        | 18 رمضان 1426 - 21 أكتوبر 2005 |
| 19                     | 19                   | «خفف دمك ثقل أجرك»               | 19 رمضان 1426 - 22 أكتوبر 2005 |
| 20                     | 20                   | «الحرام سهل والحلال أصعب»        | 20 رمضان 1426 - 23 أكتوبر 2005 |
| 21                     | 21                   | «عالج النفس بالبكاء»             | 21 رمضان 1426 - 24 أكتوبر 2005 |
| 22                     | 22                   | «جيل صلاح الدين»                 | 22 رمضان 1426 - 25 أكتوبر 2005 |
| 23                     | 23                   | «المتسولون»                      | 23 رمضان 1426 - 26 أكتوبر 2005 |
| 24                     | 24                   | «أرواح ما بعد الموت»             | 24 رمضان 1426 - 27 أكتوبر 2005 |
| 25                     | 25                   | «محمد صلى الله عليه وسلم وغاندي» | 25 رمضان 1426 - 28 أكتوبر 2005 |
| 26                     | 26                   | «فقه الخلاف»                     | 26 رمضان 1426 - 29 أكتوبر 2005 |
| 27                     | 27                   | «كيف تخشع في الصلاة»             | 27 رمضان 1426 - 30 أكتوبر 2005 |
| 28                     | 28                   | «مشروع كتاب خواطر شاب»           | 28 رمضان 1426 - 31 أكتوبر 2005 |
| 29                     | 29                   | «شكراً»                           | 29 رمضان 1426 - 1 نوفمبر 2005  |
| 30                     | 30                   | «أحلى الخواطر»                   | 30 رمضان 1426 - 2 نوفمبر 2005  |